# Biskupi i arcybiskupi Agrigento
Biskupi i arcybiskupi Agrigento – lista biskupów diecezjalnych, koadiutorów oraz biskupów pomocniczych włoskiej archidiecezji Agrigento.

## Biskupi Agrigento

### Biskupi diecezjalni
- Libertyn z Agrigento (II w.)
- Grzegorz z Agrigento (brak danych)
- Macario (brak danych)
- Potamio z Agrigento (objął urząd ok. 570)
- Eusanio (570–580)
- Teodoro (zm. ok. 590)
- Grzegorz z Agrigento (ok. 591 – ok. 603)
- Esilirato (brak danych)
- Liberio (objął urząd ok. 616)
- Massimo (objął urząd ok. 649)
- Felice (objął urząd ok. 651)
- Gregorio (objął urząd ok. 678)
- Giovanni (objął urząd ok. 787)
- Ermogene z Agrigento (objął urząd ok. 800)
- Gerland z Agrigento (1088–1100)
- Drogone (1100–1104)
- Alberto (1104–1105)
- Guarino (1105– ok. 1128)
- Gualtiero (1128–1142)
- Gentile (1154–1171)
- Bartolomeo (1171–1191)
- Urso (1191–1239)
- Raynaldo Aquaviva (1240–1264)
- Goffredo de Roncioni OFM (1263–1271)
- Guido (objął urząd w 1273)
- Goberto (1275–1286)
- Bertoldo di Labro (objął urząd w 1304)
- Matteo Orsini OP (1326–1327)
- Filippo Hambaldi OP (objął urząd w 1328)
- Ottaviano de Labro (1350–1362)
- Matteo de Fugardo (objął urząd w 1362)
- Gilforte Riccobono (1392–1395)
- Nicolò d’Assisi OSB (1395–1398)
- Nicolò de Burellis (1398–1400)
- Giovanni Cardella (1400–1401)
- Giovanni di Pinu OFM (objął urząd w 1401)
- Filippo Ferrerio OCarm (1414–1422)
- Lorenzo di Mesassal OCist (1422–1441)
- Matteo da Gimara OFM (1442–1445)
- Antonio Ponticorona OP (1445–1451)
- Domenico Xarth OCist (1452–1471)
- Giovanni Cardellis OSB (1472–1479)
- Juan de Castro (1479–1506)
- Giuliano Cybo (1506–1537)
- Pietro Tagliavia d’Aragonia (1537–1544)
  - Rodolfo Pio (1544–1564) administrator apostolski
- Luigi Suppa (1565–1569)
- Juan Battista de Ojeda (1571–1574)
- Cesare Marullo (1574–1577)
- Juan Rojas (1577–1578)
- Antonio Lombardo (1579–1585)
- Diego Haëdo (1585–1589)
- Francesco del Pozzo (1591–1593)
- Juan Orozco Covarrubias y Leiva (1594–1606)
- Vincenzo Bonincontro OP (1607–1622)
- Ottavio Ridolfi (1623–1624)
- Francesco Traina (1627–1651)
- Ferdinando Sánchez de Cuéllar OSA (1653–1657)
- Francesco Gisulfo e Osorio (1658–1664)
- Ignazio d’Amico (1666–1668)
- Francisco José Crespos de Escobar (1672–1674)
- Francesco Maria Rini OFM (1676–1696)
- Francesco Ramírez OP (1697–1715)
- Anselmo de la Peña OSB (1723–1729)
- Lorenzo Gioeni d’Aragona (1730–1754)
- Andrea Lucchesi Palli (1755–1768)
- Antonio Lanza CR (1769–1775)
- Antonio Branciforte Colonna (1776–1786)
- Antonino Cavaleri (1788–1792)
- Saverio Granata CR (1795–1817)
- Baldassare Leone (1818–1820)
- Pietro Maria d’Agostino (1823–1835)
- Ignazio Giuseppe Nicola Epifanio Montemagno OFMConv (1837–1839)
- Domenico-Maria-Giuseppe Lo Jacono (1844–1860)
- Domenico Turano (1872–1885)
- Gaetano Blandini (1885–1898)[a]
- Bartolomeo Maria Lagumina (1898–1931)
- Giovanni Battista Peruzzo CP (1932–1963)
- Giuseppe Petralia (1963–1980)
- Luigi Bommarito (1980–1988)
- Carmelo Ferraro (1988–2000)

## Biskupi pomocniczy i koadiutorzy
- Nicolaus de Vaule OFM (objął urząd w 1525)
- Pietro Gioeni (1743–1761)
- Antonio Cavaleri (1774–1788)
- Ignacio Cafisi (1830–1841)
- Vincenzo Maria Jacono (1950–1954)
- Francesco Fasola (1954–1960) – koadiutor
- Calogero Lauricella (1961–1964)
- Luigi Bommarito (1974–1980)

## Arcybiskupi Agrigento
- Carmelo Ferraro (2000–2008)
- Francesco Montenegro (2008–2021)
- Alessandro Damiano (od 2021)[b]